# Micheline Ostermeyer
Micheline Ostermeyer (Rang-du-Fliers, Pas de Calais, 23 de desembre de 1922 - Bois-Guillaume, Sena Marítim, 17 d'octubre de 2001) fou una atleta i pianista francesa que aconseguí destacar en totes dues activitats. Malgrat que la música fou la seva veritable vocació, fou una atleta campiona olímpica i rècord mundial amb una versatilitat difícilment igualable.

## Biografia
Micheline Ostermeyer va nàixer a una família amb forts antecedent artístics amb personatges com l'escriptor Victor Hugo o el compositor Lucien Paroche. De jove a anar a viure amb la seva família a Tunísia. Allí va començar a tocar el piano als quatre anys i als dotze feu el seu primer recital. Davant les seves qualitats, tornà a França per a estudiar al Conservatoire de Paris, però hagué de fugir novament durant la II Guerra Mundial.
En acabar el conflicte tornaren definitivament a la seva terra natal. Ostermeter compatibilitzà per uns anys la seva vida musical i esportiva. El 1948 va graduar-se amb premi extraordinari al Conservatoire. Tres anys després, en retirar-se de l'esport, va continuar amb èxit internacional la seva carrera com a pianista.

## Trajectòria esportiva
Ostermeyer va començar practicant el basquetbol en la seva adolescència, on fou campiona d'Àfrica del Nord i del Líban. Fou després quan es passà definitivament a l'atletisme.
Ja el 1942 es proclamà campiona de Tunísia de llançament de pes. El 1945, després de tornar a França, començà a guanyar títols francesos prou diferents. Destacà ràpidament en el salt d'alçada i el llançament de pes, guanyant tres campionats nacionals consecutius de cadascun. El 1947 participà en el Campionat del Món Universitari de París, guanyant la medalla d'or precisament en aquestes dues proves, mentre que un any abans havia estat bronze en pes al Campionat d'Europa absolut. Tot i que en aquestes dues proves aconseguí els seus majors èxits, Ostermeyer fou campiona de França també en altres proves com els 60 m llisos, els 80 m tanques, llançament de disc i pentatló. De la mateixa manera, va batre diversos cops els rècords nacionals en aquestes tres darreres proves, a banda d'en les seves especialitats: el salt d'alçada i el llançament de pes.
Als Jocs de Londres 1948 competí en tres proves: llançament de disc, pes i salt d'alçada. A la jornada inicial, va participar en la prova de disc. Malgrat tindre tan sols una experiència d'un mes en la prova, guanyà una sorprenent medalla d'or amb un llançament de 41,92 metres en el darrer intent i amb el rècord nacional inclòs. A la de pes, en canvi, si era una de les favorites. No va decebre en penjant-se la seva segona medalla d'or amb un rècord olímpic (13,75 metres) en el primer llançament. La seva brillant actuació fou coronada amb una altra medalla, en aquesta ocasió de bronze, en el salt d'alçada amb 1,61 metres. Tan sols la mítica actuació de Fanny Blankers va eclipsar el paper d'Ostermeyer.
La seva darrera gran competició foren els Campionats d'Europa de 1950. Allí va obtindre dues medalles més de bronze (en 80 m tanques i llançament de pes) abans de retirar-se de l'esport l'any següent.